# Фриденталь, Рудольф
Карл Рудольф Фриденталь (нем. Karl Rudolf Friedenthal ; 15 сентября 1827, Бреслау — 7 марта 1890, Гесмандорф (ныне Госвиновице, гмина Ныса, Опольское воеводство, Польша) — прусский политический и государственный деятель, юрист, предприниматель. Доктор права.

## Биография
Сын еврейского торговца и банкира из Бреслау. После окончания школы изучал право в университете  родного города, Гейдельберга и Берлина. Стал доктором права. С 1854 года – на государственной службе.
В 1867 г. был избран в рейхстаг и примкнул к старолибералам; впоследствии, в германском рейхстаге, был основателем и лидером партии свободомыслящих консерваторов (Freikonservative Partei). В 1870 г. принимал участие в обсуждении в Версале проекта германской конституции.
В 1874 г. был назначен министром земледелия; в 1877—1878 гг. занимал пост  министра внутренних дел Пруссии, в 1879 г. вышел в отставку из-за разногласий с Бисмарком по поводу нового таможенного тарифа и особенно хлебных пошлин. В том же году назначен членом палаты господ.
Написал «Reichstag und Zollparlament; gesetzgeberische Resultate der Sessionen von 1867 und 1868» (Б., 1869).